# Mélusine (fée)
Pour les articles homonymes, voir Mélusine.
Mélusine est un personnage féminin légendaire anguipède du Poitou, d'Alsace, de Lorraine, de Champagne, du Dauphiné, du Luxembourg et d'Allemagne souvent vue comme fée. En France, elle peut se retrouver sous les noms de Merlusse (Vosges), Mère Lousine (Côte d'Or), Merluisaine (Champagne)... : ce nom renvoie plusieurs grands thèmes légendaires, comme par exemple la nymphe des eaux, l'être de terroir, le génie qui habite un certain lieu, le succube qui vient du monde diabolique s'unir charnellement avec un homme, l'annonciatrice de mort, la vouivre ou encore la sirène.
Très ancienne, elle est pour les mythologues la « mater lucina » romaine qui présidait aux naissances, ou une divinité celte, protectrice de la Font-de-Sé (fontaine de la soif). Il pourrait également s’agir de la Lyké des Grecs, de la Mélugina des Ligures ou de la Milouziena des Scythes, dont le peuple serait issu d’Héraclès et d’Échidna, elle-même a une queue de serpent et des ailes de chauve-souris. Les Scythes dits « Taïfales » auraient en effet pris pied avec l’armée romaine dans le Poitou où ils auraient fondé la ville de Tiffauges. Pour les Gaulois, elle serait plutôt une divinité maîtresse de la destinée humaine du nom de Mélicine (la tisseuse) ; le thème de la destinée est donc très présent dans le mythe de Mélusine.
L'une des évocations les plus anciennes de la figure de Mélusine nous vient de Gautier Map vers 1180. Dans son livre De nugis curialium (Contes pour les gens de cour), on trouve aux côtés de contes d'origine celtique un dit nommé Henno cum dentibus (Henno à la dent) qui rapporte la rencontre d'Henno avec Mélusine qui devient son épouse. La mère de Henno surprend le secret de Mélusine qui se transforme en dragon quand elle se baigne.
Gervais de Tilbury développe dans Otia imperialia (Mirabilia) le thème de Mélusine qui apparaît dans une vision médiévale du monde. Le texte est daté de 1211/14, et est dédié à Otton IV du Saint-Empire.
Son histoire est immortalisée en prose par Jean d’Arras, dans son roman Mélusine ou la noble histoire des Lusignan qu’il offrit le 7 août 1393 au duc Jean de Berry, frère du roi Charles V et à sa sœur Marie de France, duchesse de Bar. Vers 1401, la légende est à nouveau contée, en vers cette fois, par Couldrette, dans son Roman de Mélusine qu’il écrivit pour Jean II de Parthenay-l'Archevêque, sire de Parthenay. En 1698, François Nodot propose une adaptation du roman d’Arras. On trouve aussi une évocation de Mélusine dans Les Très Riches Heures du duc de Berry (mois de mars). Mais l’histoire de Mélusine est bien plus ancienne : la littérature latine du XIIe, XIIIe siècle produisait déjà des contes se rapportant à une fée semblable à Mélusine. Pierre de Bressuire, prieur à l’abbaye Saint-Éloi et secrétaire de Jean II le Bon, écrivait au début du XIVe siècle, dans son Reductorium Morale, une histoire similaire à celle de Mélusine bien que la fée du conte ne soit pas nommée.

## Étymologie
Mélusine signifie « merveille » ou « brouillard de la mer », l'origine latine melus suggérant aussi «mélodieux, agréable». Pour les Lusignan, on l’appelle « Mère Lusigne » (la mère des Lusignans), fondatrice de leur lignée. Dans le dictionnaire Littré, elle est appelée « Merlusigne », ce qui pourrait faire penser à une connotation aquatique.
Émile Verhaeren a créé une poésie, Le chant de l’eau, où son nom apparaît. Certains lui donnent une origine bretonne insulaire : en breton son nom devient Melizenn et se traduit par « La Mielleuse » ; le nom de sa mère, Persina, trouve sa racine bretonne dans le mot Berz ou Berziñ signifiant selon le contexte avertissement, interdit, férié, prohibition, injonction, mise en garde, ce qui correspond bien à son rôle face à son époux. Le nom de sa sœur Melior pourrait venir de Meler en breton, « le fabricant de miel », mais Miliour en breton signifie aussi « La Flatteuse ». Pour sa sœur Palestine, on pourrait faire un rapprochement avec Bac’h C’hestenn, Bac'h signifiant « cellule » et la mutation de Kestenn, signifiant « la ruche » en breton. Peut-être à rapprocher du fait qu’elle demeure prisonnière de la montagne telle une nymphe d’abeille dans l’alvéole de la ruche. Cependant, Bac'h Laez Tenn est plus proche de son rôle dans l’histoire ; Bac’h signifiant aussi « séquestre » et Laez Tenn signifiant « la hauteur difficile », sous-entendu, à gravir.
Le nom de la colline de Brumblerio tire aussi son nom du breton et s'approche de la colline appelée Bryn y Briallu, connue aujourd'hui sous le nom de Primrose Hill et qui signifie La colline aux Primevères. De même, la colline d’Elénos vient du nom de la colline d’Elenydd (prononcé Éléneuze) située dans le Cambrien au Pays de Galles et qui s'étend de la zone de collines de Plynlimon dans le nord (au sud de Machynlleth et à l'est de Aberystwyth) vers les collines du nord Carmarthenshire et du Sud-Est Ceredigion. Quant au mont Canigou on peut le retrouver au Gwynedd, Pays de Galles dans la montagne de Carnguwch qui culmine à 359 mètres sur le territoire de la communauté de Pistyll. Son sommet est constitué d'un important cairn de l'Âge du bronze, de 6 mètres de haut et 30 mètres de diamètre, appelé dans la région Maiden's breast ou le sein de la vierge. Le château en Arménie s'expliquerait par la proximité à l'oral avec « Ar mynydd » (prononcé ar ménéz) en gallois, signifiant « sur la montagne ».
La fontaine de Cé se dit ffynnon syched en gallois ou fetan sec'hed en breton, signifiant fontaine de la soif. À noter que Cé correspondrait plus oralement à sych ou sec'h signifiant sec et donc fontaine sèche.

## Les origines antiques de Mélusine
Une référence à une femme serpent est donné par Hérodote :

« Héraclès serait arrivé dans la région qu'on appelle l'Hylaia ; là, il aurait trouvé dans un antre une jeune fille serpent formée de deux natures ; les parties supérieures de son corps, à partir des hanches, étaient d'une femme ; les parties inférieures, d'un reptile. Il la regarda avec étonnement ; puis il lui demanda si elle n'avait pas vu quelque part des cavales vagabondes. Elle répondit que c'était elle-même qui les avait et qu'elle ne les lui rendrait pas avant qu'il se fût uni à elle ; et Héraclès se serait uni à elle pour ce prix. »

— Hérodote, Histoire, Livre 4, Chapitre IX Histoire : Livre quatrième - Melpomène
Une autre référence : Mélusine aurait pris pied, avec des Scythes (les Taïfales) et avec l'armée romaine, dans le Poitou, région de naissance du mythe. Et ils ont même donné leur nom à la ville de Tiffauges, dont la fée construisit le château…

## Mélusine, un mythe du Moyen Âge

### Princesse d'Albanie
Au royaume d'Albanie, ancêtre du comté d'Albany en Écosse, le roi Elinas chassait dans la forêt et rencontra, près d'une fontaine, une magnifique jeune femme qu'il salua bien humblement. À son souhait de la prendre pour épouse, celle-ci accepta en lui demandant de jurer à ne jamais chercher à la voir au temps de ses couches. La fée Persine (ou Presine) épousa Elinas et ils eurent trois filles, toutes aussi belles que leur mère. L'aînée s'appelait Mélusine, la deuxième Mélior et la dernière Palestine. Mataquas, fils du premier lit d'Elinas, jaloux du bonheur de sa belle-mère, poussa son père dans la chambre où Persine baignait ses filles. Celle-ci s'exila avec ses trois filles au sud, sur l'île magique d'Avalon, où elles montaient chaque matin sur la colline d'Elénos, la montagne fleurie, d'où elles pouvaient apercevoir la lointaine Albanie. La fée Persine leur dit qu'elles y étaient nées et que la fausseté de leur père les avait réduites à une misère sans fin. Chaque fois elle répétait son malheur, si bien que Mélusine poussa ses sœurs à enfermer leur père en la merveilleuse montagne de Northumberland, appelée Brumblerio, d'où il ne sortirait plus jamais. Leur mère s'en montra fort courroucée, et condamna Mélusine à devenir serpent au-dessous du nombril chaque samedi. Si toutefois elle trouvait un homme qui veuille l'épouser, à la condition de ne jamais la voir le samedi, elle vivrait le cours naturel d'une vie de femme et mourrait naturellement, enfantant une très noble et très grande lignée qui accomplirait de belles et hautes prouesses. Mais si jamais elle se séparait de son mari, elle retournerait, sans fin, au tourment d'auparavant. Mélior fut condamnée à garder un épervier merveilleux dans un château en Arménie. Quant à Palestine, elle fut enfermée, avec un lutin, dans le mont Canigou et dut garder le trésor de son père jusqu'à ce qu'un preux chevalier la délivrât.

### La maison de Lusignan

#### Légende de Raymondin
Mélusine erre dans les forêts et les bocages, puis traverse la Manche et arrive en Poitou. Raymond (ou Raymondin en poitevin) de Lusignan, neveu du comte Aymar de Poitiers et fils du comte de Forez, tue accidentellement son oncle en forçant un sanglier féroce. Aveuglé par la douleur et pourchassé pour meurtre, il chevauche dans la forêt de Coulombiers (à une quinzaine de kilomètres au sud-ouest de Poitiers) où, à minuit, il rencontre à la fontaine de Soif (ou « fontaine faée », ou « font-de-Cé », ou « Soif-Jolie », ou « font-de-Sef ») trois femmes dont Mélusine.
Elle le réconforte et lui propose de l'aider, de le faire innocenter et de faire de lui un très puissant seigneur, à condition de l'épouser. De plus, elle lui fait jurer de ne jamais chercher à la voir le samedi. En gage, elle lui offre deux verges d'or qui « ont moult grande vertu ». Heureux, ils s'épousent en grande noblesse et font des Lusignan l'une des plus grandes familles de France. Elle enfante 10 fils, tous beaux et bien bâtis à quelques détails près, qui deviennent tous grands et puissants. La noble et glorieuse lignée prédite par Persine est ainsi fondée :
- Urien, l'aîné, devient roi de Chypre, bien qu'il ait le visage court et large, un œil rouge et un autre vert et qu'il ait les plus grandes oreilles qu'un enfant puisse avoir.
- Eudes a une oreille plus grande que l'autre.
- Guyon a un œil plus haut que l'autre, il devient roi d'Arménie.
- Antoine porte sur la joue une griffe (ou une patte) de lion, il devient duc de Luxembourg.
- Renaud n'a qu'un seul œil, il devient roi de Bohême.
- Geoffroy naît avec une défense de sanglier qui fait saillie hors de sa bouche ; (Rabelais en fera l'ancêtre de Pantagruel),
- Fromont, qui devient moine à Maillezais, a sur le nez une petite tache velue.
- Horrible, incroyablement grand, a trois yeux et n'a pas encore 4 ans que sa férocité lui fait tuer deux de ses nourrices.
- Thierry et Raymonnet (dit aussi Raymondin), eux, sont normaux.

#### Une bâtisseuse
Pendant que Raymondin parcourt la Bretagne, Mélusine se fait bâtisseuse. La légende veut que Mélusine soit à l'origine de la construction de nombreux bâtiments médiévaux poitevins et lorrains. En Lorraine, elle est à l'origine du château ou palais mythique de la colline du Felsberg de Saint-Avold qu'elle confia à un prince de sa parenté pour protéger les habitants de la vallée de la Rosselle et qu'elle détruisit car il ne tenait pas ses engagements.
Elle fonde les villes de Parthenay, Tiffauges, Talmont, édifie les murailles de La Rochelle, les châteaux de Châteaumur, Mervent, Vouvant et fait construire nombre d'églises (comme celles de Saint-Paul-en-Gâtine et de Clussais-la-Pommeraie) et d'abbayes. « Quelques dornées de pierres et une goulée d'ève » lui étaient nécessaires à l'élévation des plus imposantes forteresses. Si quelqu'un la surprenait dans son ouvrage, qui avait lieu généralement la nuit, elle cessait immédiatement ses travaux. C'est ainsi qu'il manque une fenêtre à Ménigoute, la dernière pierre de la flèche de Niort et de l'église de Parthenay.

#### La traîtrise

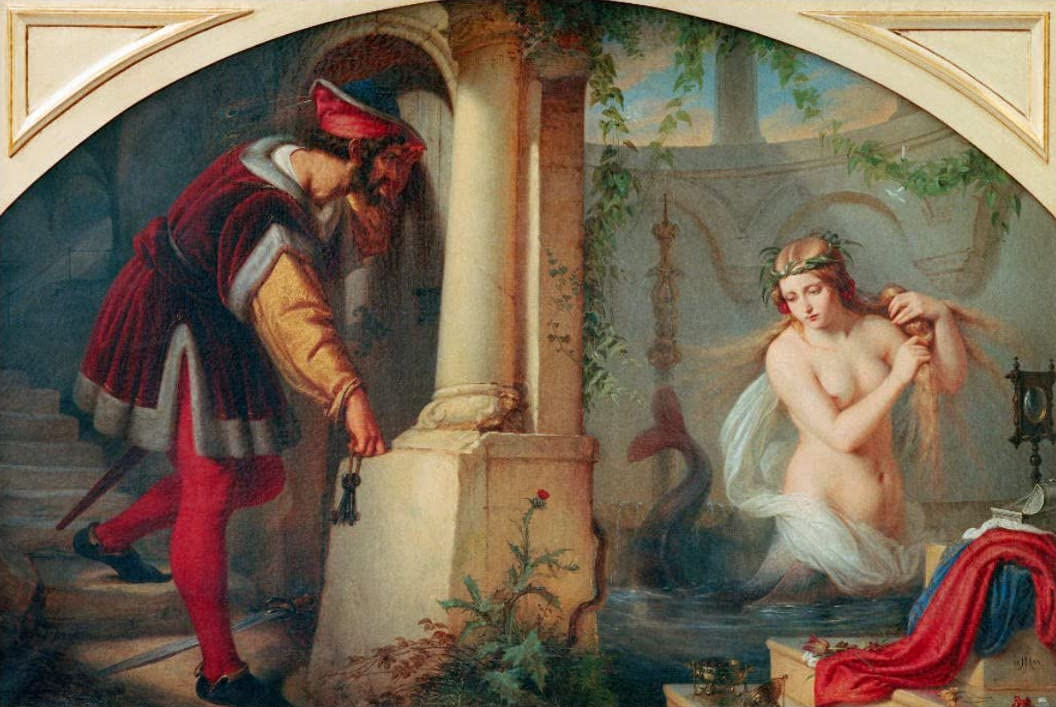
La fée Mélusine, par Julius Hübner.

Comme il lui avait promis, Raymondin ne la vit jamais le samedi, mais son frère, le comte de Forez, jaloux de la puissance de son cadet, médit alors que sa femme fornique avec un autre tous les samedis. À ces mots, Raymondin est furieux et se précipite à la porte interdite, regardant par la serrure la pièce, en s'aidant d'une dague grâce à laquelle il réussit à percer un petit trou. Il voit sa femme dans une cuve de 15 pieds de tour, en haut du nombril femme se peignant les cheveux, en dessous du nombril serpent. À partir de là, deux versions existent. Dans l'une, Raymondin s'exclame :
« Je viens mon amour de vous trahir à cause de la fourbe exhortation de mon frère », ou bien il ne dit rien et tente de garder le secret de sa trahison. Mais un jour, que son fils Geoffroy est accusé d'avoir détruit l'abbaye de Maillezais et d'avoir tué son frère Fromont par accident, Raymondin s'emporte en jetant la responsabilité du comportement étrange de son fils sur Mélusine. Il la traite en public de « Très fausse serpente... ». Ces deux versions ont la même fin : Mélusine se jette alors par une fenêtre aussi légèrement que si elle avait eu des ailes en poussant un cri de désespoir. Jean d'Arras précise que parfois, la nuit, elle vient caresser ses enfants devant les nourrices qui n'osent rien dire. C'est elle qui annonce la mort de Raymondin, devenu ermite à Montserrat. En réponse à la prophétie de Persine, la fée serpent se montre et se lamente à chaque fois que les biens des Lusignan changent de propriétaires ou qu'un membre de cette maison va mourir.

### Mélusine et Lusignan avant Jean d'Arras
Quelques décennies avant que Jean d'Arras et Coudrette prennent la plume pour coucher par écrit l'histoire de Mélusine, la tradition orale locale associait déjà les origines du château et de la famille de Lusignan à l'œuvre d'une fée, ainsi que l'atteste le témoignage du moine Pierre Bersuire (v. 1300-1362), natif de la région, qui raconte vers 1342-1350 dans son Reductorium morale :
« 
Dans mon pays de Poitou, on dit que le très fort château de Lusignan fut construit par un certain chevalier et son épouse qui était fée ; et que cette fée donna naissance à une multitude de nobles et de grands ; et que de là tirent leur origine les rois de Jérusalem et de Chypre, ainsi que les comtes de la Marche et de Parthenay. On dit cependant que la fée fut vue nue par son mari et fut transformée en serpent. Et aujourd’hui encore, le bruit court que ce serpent se manifeste dans le château chaque fois que celui-ci change de seigneur.
 »

### LeLivre de MélusinedeJean d'Arras

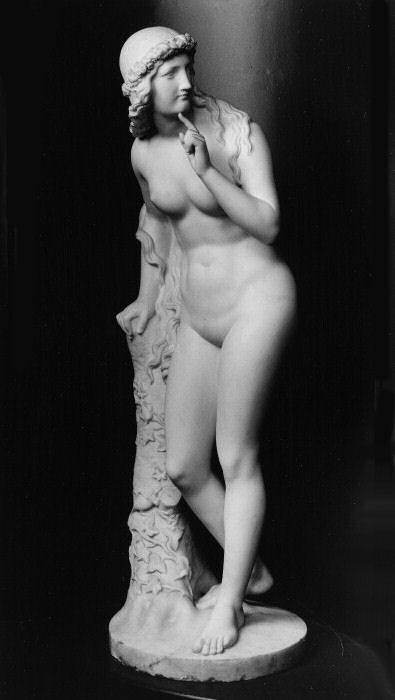
Statue représentant Mélusine, par Ludwig Michael von Schwanthaler, 1845, Russell Cotes Museum and Art Gallery, Bournemouth, Dorset, Angleterre

« En ceste partie nous dist l'ystoire que tant vira et revira Remond l'espee qu'il fist un pertuis en l'uis [un trou dans la porte], par où il pot adviser tout ce qui estoit dedens la chambre. Et voit Melusigne en la cuve, qui estoit jusques au nombril en figure de femme et pignoit ses cheveulx, et du nombril en aval estoit en forme de queue d'un serpent, aussi grosse comme une tonne où on met harenc, et longue durement [très longue], et debatoit de sa coue l'eaue tellement qu'elle la faisoit saillir [gicler] jusques à la voulte de la chambre. »
— Jean d'Arras, Le Roman de Mélusine (1393-1394)
Dans cette version, le père de Mélusine est roi d'Écosse (mais l’Albanie médiévale désigne l'Écosse). Lorsque Raymondin rencontre la fée Mélusine, ce jeune homme vient de causer accidentellement la mort de son oncle, le comte de Poitiers, au cours d'une chasse au sanglier. Fou de douleur, il part au galop, se laissant conduire par son cheval. À minuit, il arrive près d'une source que l'on appelle la Fontaine Enchantée. Trois dames se baignent dans la fontaine mais il passe sans les voir, au galop de son cheval. La plus belle des trois saisit alors la bride du cheval et l'arrête en lui demandant les raisons de son incorrection, et surprend Raymondin en révélant qu'elle connaît son nom ainsi que l'accusation dont il est l'objet. Elle lui promet de faire de lui le plus grand seigneur qui soit s'il l'épouse, à condition qu'il ne cherche jamais à la voir le samedi. Raymondin épouse la dame mystérieuse et, grâce à elle, peut devenir seigneur de Lusignan, près de Poitiers. Il respecte sa promesse de ne pas chercher à voir Mélusine le samedi jusqu’au jour où son frère vient lui rendre visite… 
C'est un samedi, Raymondin et Mélusine sont à Mervent. Raymondin, fidèle a sa promesse, n'a jamais cherché à voir son épouse le samedi: d'ailleurs il ne peut pas imaginer qu'elle puisse faire quoi que ce soit de répréhensible. Or, un peu avant le déjeuner, on vient lui dire que son frère, le comte de Forez, est arrivé pour lui rendre visite. Il organise un accueil merveilleux pour son frère. Puis il part à sa rencontre et lui souhaite gaiement la bienvenue. Ils vont à la messe, puis entrent dans la salle principale du château où ils se mettent à table. Son frère ne peut s'empêcher de lui demander où est sa femme, et précise que le bruit court partout que sa femme se cache tous les samedis pour mal faire. À ces mots, Raymondin, fou de colère, repousse la table loin de lui, entre dans sa chambre, prend son épée, la met à sa ceinture et court à l'endroit où il sait bien que Mélusine se cache tous les samedis. Là, il trouve une solide porte de fer, très épaisse. Jamais auparavant il n'avait osé avancer jusque-là. Aussi, voyant la porte, il dégaine son épée et, avec la pointe très dure, il creuse jusqu'à faire un trou.
Il regarde alors à l’intérieur et voit Mélusine dans un grand bassin de marbre, avec des escaliers qui descendent jusqu'au fond. C'est un bassin rond de quinze mètres de tour environ avec des allées tout autour. « Il vit Mélusine dans le bassin. Jusqu'au nombril elle avait l'apparence d'une femme et elle peignait ses cheveux ; à partir du nombril elle avait une énorme queue de serpent, grosse comme un tonneau pour mettre les harengs, terriblement longue, avec laquelle elle battait l’eau qu'elle faisait gicler jusqu'à la voûte de la salle. » (Jean d'Arras, trad. M. Perret, op. cit.) 

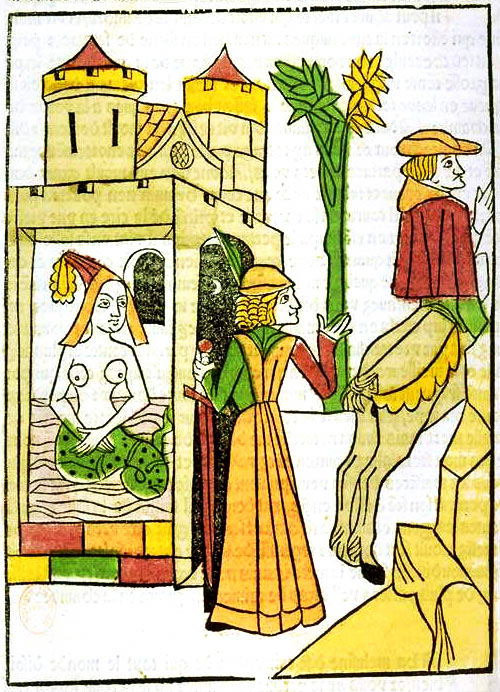
Raymondin découvrant le secret de Mélusine. Illustration du Livre de Mélusine de Jean d'Arras (1478)

Quand il voit cela, Raymondin s'attriste d'avoir trahi son secret sur les mauvais conseils de son frère, et d'avoir manqué à la parole qu'il avait donnée. Un immense chagrin l'envahit aussitôt. Il court à sa chambre, prend un morceau de cire et bouche le trou qu'il a fait dans la porte. Puis il va dans la grande salle où il retrouve son frère. Celui-ci voit bien cet immense chagrin qui accable Raymondin et pense qu’il vient de découvrir une action abominable de sa femme. Raymondin le chasse. Mais Raymondin ayant trahi sa promesse, Mélusine se voit obligée de reprendre son apparence de dragon et elle s'envole par une fenêtre en poussant des cris déchirants. Et elle réapparaîtra ainsi chaque fois que l'un de ses descendants sera près de mourir.
Selon la légende, la fée Mélusine aurait construit en une nuit le château de Lusignan (86) à l'époque sur les terres du comte de Poitiers. Elle obtient pour son mari Raymondin le lopin de terres que pourra délimiter une peau de cerf. Rusée, elle fait découper la peau de cerf en fines lanières et obtient auprès d'un comte de Poitiers le domaine de Lusignan où a été construit sans doute le plus grand château-fort de France.
Le Livre de Mélusine de Jean d'Arras (1392) a fait l'objet d'adaptations en français moderne,.

## Dame de la noblesse

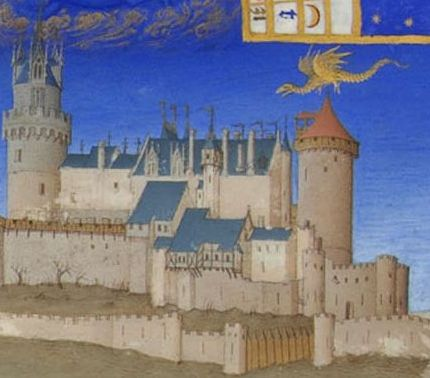
Le dragon volant Mélusine est représenté avec le château de Lusignan dans Les Très Riches Heures du duc de Berry

L'hypothétique existence de Mélusine comme dame du Moyen Âge fut revendiquée par de nombreuses familles, autres que les Lusignan. On en trouve des traces dans les seigneuries bas-poitevines (vendéennes), le long de la Loire, en Gironde, et en Dauphiné. En Belgique également, Mélusine se fait présente en tant que protectrice de la Maison de Gavre. De nombreux lieux et châteaux du Poitou historique se rattachent à la présence de Mélusine comme dame locale, notamment à Mervent, Vouvant, Saint-Maixent, Talmont ou encore Parthenay.

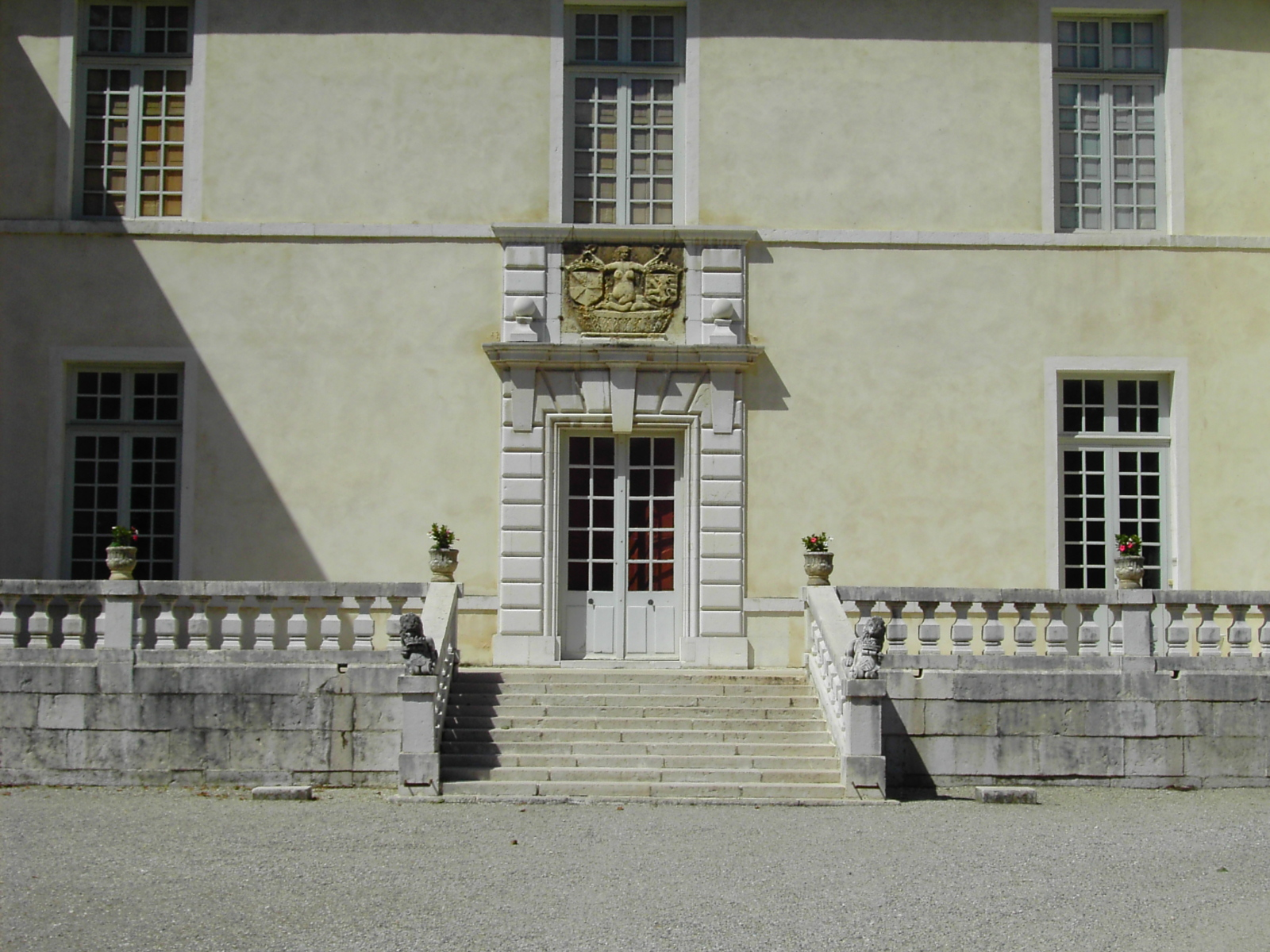
Mélusine représentée au-dessus de la porte du château de la famille Bérenger-Sassenage dont elle serait l'ancêtre.

Certains écrivains soutiennent l'appartenance du personnage de Mélusine à une véritable identité dont l'histoire aurait été romancée. Des historiens y voient la reine Sibylle de Jérusalem, en rapport avec une certaine Mélusine de Hierges. D'autres, comme Jules Michelet, y voient Aliénor d'Aquitaine. Le prince Raymondin est parfois apparenté à Hugues VII de Lusignan, dont la femme sarasine ramenée des croisades, habillée de voiles comme une fée et prenant de long bains de vapeur bouillants préfigure bien Mélusine. Les comtes de Toulouse et les Plantagenêts disent aussi descendre de Mélusine, tout comme la famille de Saint-Gelais, dont l'un des descendants, poète du XVIe siècle, portait le prénom de Mellin, en hommage aux revendications de sa famille.
En 1591, dans la dédicace qu'il lui fait de son Isagoge, le mathématicien François Viète s'adresse à sa protectrice, Catherine de Parthenay, dame de Soubise, comme à une princesse. Mariée très jeune au baron de Quelenec, celle-ci l'accusera de ne pas remplir ses devoirs d'époux dans un procès qui défrayera la chronique peu avant la Saint Barthélemy.

## Une image universelle

Les sites dans lesquelles la légende de Mélusine est présente.

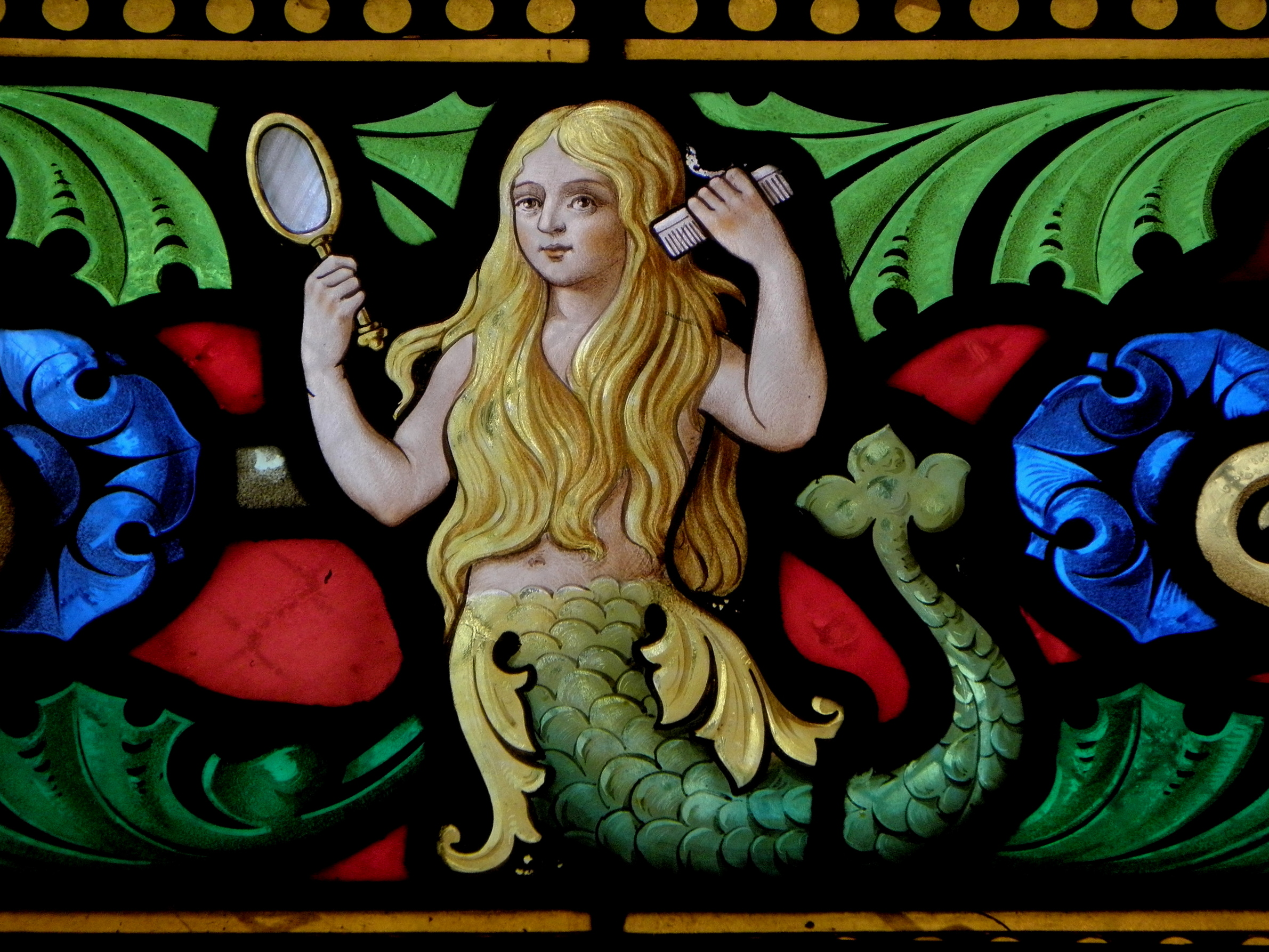
Mélusine sur un vitrail à Fougères.

Nombreux sont les lieux qui font référence à la légende de Mélusine. Beaucoup de lieux dont le nom vient de lux (lumière en latin) ont un lien avec Mélusine. On trouve ainsi Lucé, Lucy, Lusigny, Lusignan, Lézignan, Luzy, Leucate, Lausanne, Luxeuil comme noms de lieux pouvant se rattacher à l'histoire de Mélusine. La ville de Melun, en Brie, peut également être originaire de la légende. Dans d'autres châteaux ou forêts, Mélusine apparaît sous d'autres noms et l'histoire diffère quelque peu. Au Luxembourg notamment, la légende de Mélusine se fait très présente et diffère peu de l'histoire originale. Elle est appelée Merlusse dans les Vosges, Marluzuzenne en Hainaut, Merluisaine en Champagne, Mélusine dans la Drôme, Mélusanette dans les monts de la Madeleine, indique Pierre Gordon dans son essai Les Vierges Noires, Mélusine, l’origine des contes de fées. Elle est dite Malorcine, ou Mélorcine dans certains contes de terroir, par rapport à « orc » qui veut dire « ogre ». L’Ogresse mythique dévore le postulant au cours d’une initiation dans l’antre de la vouivre pour le « recracher » ensuite une fois la transformation accomplie, comme le fut Jonas après trois jours passés dans le ventre de la baleine. D’autres fois, elle est dite « Méloursine », ce qui évoque la Grande Ourse, la Polaire, impliquant qu’elle guide vers la lumière. Mais elle est dite également Mélousine, or le mot « oues » désignait jadis l’Oie. Il y avait jadis à Paris, une « rue aux Oues », déformée ensuite en « rue aux Ours ». Cette fois elle présente la facette de la « Mère Loi », gardienne de la Loi Cosmique.
À Gratot, en Cotentin, elle se nomme Andaine, et prie le seigneur d'Argouges, alors sire de Gratot de ne jamais prononcer le mot « mort ». Malheureusement, lors d'une fête où la fée tarde à se préparer, son époux s'exclame : « Madame, seriez-vous bonne à aller quérir la mort ? » À ces mots, la fée se précipite du haut de la tour qui porte aujourd'hui son nom.
À Sassenage, tout près de Grenoble, elle est sirène et vit dans des grottes appelées « Cuves de Sassenage » qui sont l'une des sept merveilles du Dauphiné, depuis que son mari l'a surprise au bain, un samedi alors qu'elle subissait sa malédiction (être mi-femme mi-poisson un jour par semaine) ; elle ne peut alors reprendre sa forme de femme et reste prisonnière de la grotte, se faisant de temps en temps entendre dans les « cuves » et annonçant, dit-on, trois jours avant, la mort de ses descendants, les Béranger (famille dont le château est proche de l'entrée des « Cuves »). Ses larmes se sont transformées en petits galets « magiques » qui soignaient les troubles ophtalmiques (« pierres ophtalmiques de Sassenage » ou « larmes de Mélusine »).
Dans toutes les traditions, nous avons des femmes et des hommes à queue de serpent : Erechtée, le défenseur d’Athènes ; Eros parfois représenté ainsi ; de même l’Isis-Thermoutis des terres cuites du Caire et la déesse égyptienne des moissons Renenoutet, suivant l’exemple de Nuilil, déesse de l’agriculture et de la civilisation des Sumériens ; Nommo, le dieu des Dogons du Mali, à une forme anguipède, comme parfois Gargantua ; les Nâginis du Népal et de l’Inde…
La christianisation diabolise sa queue de serpent et sa métamorphose en dragon volant. Parallèlement, le catholicisme lui substitue le culte de sainte Venice représentée, surtout sur les vitraux des églises normandes, se baignant habillée, dans un baquet, mais sans queue de serpent.
Henri Dontenville la situe bien comme rattachée à la terre par sa queue de serpent, comme chtonienne et non comme les sirènes à queue de poisson, rattachées, elles, à la mer : « Mélusine (…) est chtonienne, elle n’appartient pas au peuple de la mer, elle sort des entrailles de la terre comme vouivres et dragons ».
Selon Julien d'Huy, Mélusine appartiendrait au type mythique de la « ménagère mystérieuse ». Dans de tels récits, « une femme-animal apparaît mystérieusement et s'occupe en cachette du foyer d'un homme célibataire ; celui-ci la prend comme conjointe ; le rappel de l'une des caractéristiques animales de la femme conduit à la fuite de cette dernière ». En s'appuyant sur des groupes de transformation similaires en Europe et en Amérique du Nord, transformation incluant Mélusine, l'auteur fait remonter les origines de ce récit à la préhistoire européenne.
Les récits mythiques présentant une trame narrative similaire à l'histoire de Mélusine sont d'ailleurs dits « mélusiniens ». Laurence Harf-Lancner a résumé ainsi ce schéma narratif universel : « un être surnaturel s'éprend d'un être humain, le suit dans le monde des mortels et l'épouse en lui imposant le respect d'un interdit. Il regagne l'autre monde après la transgression du pacte, laissant une descendance,. » Lorsqu'au contraire, c'est l'être humain qui quitte son monde pour celui de la féerie, on parle de récit morganien.
À Culan, un château au donjon colossal de 17 m de diamètre, qui aurait porté une Mélusine en or de 2 mètres à son sommet !
Mélusine est aussi l'héroïne d'une bande dessinée et de nombreuses adaptations pour la jeunesse.
Enfin, on peut citer:

« On leur ôte bien des attraits
En dévoilant trop les secrets
De Mélusine »

— Georges Brassens dans La non-demande en mariage

## Généalogie de Mélusine
|                         |                         |                         |                         |                         |                         |       |       |                |                |                |                |                |                |           |           |           |           |           |           |                         |                         |                         |                         |                         |                         |          |          |            |            |            |            |            |            |          |          |         |         |           |           |             |             |             |             |             |             |          |          |         |         |         |         |         |         |          |          |          |          |          |          |
|                         |                         |                         |                         |                         |                         |       |       |                |                |                |                |                |                |           |           |           |           |           |           |                         |                         |                         |                         |                         |                         |          |          |            |            |            |            |            |            |          |          |         |         |           |           |             |             |             |             |             |             |          |          |         |         |         |         |         |         |          |          |          |          |          |          |
| Comte Aymar de Poitiers | Comte Aymar de Poitiers | Comte Aymar de Poitiers | Comte Aymar de Poitiers | Comte Aymar de Poitiers | Comte Aymar de Poitiers |       |       | Comte de Forez | Comte de Forez | Comte de Forez | Comte de Forez | Comte de Forez | Comte de Forez |           |           |           |           |           |           | Femme du comte de Forez | Femme du comte de Forez | Femme du comte de Forez | Femme du comte de Forez | Femme du comte de Forez | Femme du comte de Forez |          |          | Roi Elinas | Roi Elinas | Roi Elinas | Roi Elinas | Roi Elinas | Roi Elinas |          |          |         |         |           |           | Fée Persine | Fée Persine | Fée Persine | Fée Persine | Fée Persine | Fée Persine |          |          |         |         |         |         |         |         |          |          |          |          |          |          |
| Comte Aymar de Poitiers | Comte Aymar de Poitiers | Comte Aymar de Poitiers | Comte Aymar de Poitiers | Comte Aymar de Poitiers | Comte Aymar de Poitiers |       |       | Comte de Forez | Comte de Forez | Comte de Forez | Comte de Forez | Comte de Forez | Comte de Forez |           |           |           |           |           |           | Femme du comte de Forez | Femme du comte de Forez | Femme du comte de Forez | Femme du comte de Forez | Femme du comte de Forez | Femme du comte de Forez |          |          | Roi Elinas | Roi Elinas | Roi Elinas | Roi Elinas | Roi Elinas | Roi Elinas |          |          |         |         |           |           | Fée Persine | Fée Persine | Fée Persine | Fée Persine | Fée Persine | Fée Persine |          |          |         |         |         |         |         |         |          |          |          |          |          |          |
|                         |                         |                         |                         |                         |                         |       |       |                |                |                |                |                |                |           |           |           |           |           |           |                         |                         |                         |                         |                         |                         |          |          |            |            |            |            |            |            |          |          |         |         |           |           |             |             |             |             |             |             |          |          |         |         |         |         |         |         |          |          |          |          |          |          |
|                         |                         |                         |                         |                         |                         |       |       |                |                |                |                |                |                |           |           |           |           |           |           |                         |                         |                         |                         |                         |                         |          |          |            |            |            |            |            |            |          |          |         |         |           |           |             |             |             |             |             |             |          |          |         |         |         |         |         |         |          |          |          |          |          |          |
|                         |                         |                         |                         |                         |                         |       |       |                |                |                |                |                |                | Raymondin | Raymondin | Raymondin | Raymondin | Raymondin | Raymondin |                         |                         |                         |                         |                         |                         | MÉLUSINE | MÉLUSINE | MÉLUSINE   | MÉLUSINE   | MÉLUSINE   | MÉLUSINE   | Mélior     | Mélior     | Mélior   | Mélior   | Mélior  | Mélior  | Paléstine | Paléstine | Paléstine   | Paléstine   | Paléstine   | Paléstine   |             |             |          |          |         |         |         |         |         |         |          |          |          |          |          |          |
|                         |                         |                         |                         |                         |                         |       |       |                |                |                |                |                |                | Raymondin | Raymondin | Raymondin | Raymondin | Raymondin | Raymondin |                         |                         |                         |                         |                         |                         | MÉLUSINE | MÉLUSINE | MÉLUSINE   | MÉLUSINE   | MÉLUSINE   | MÉLUSINE   | Mélior     | Mélior     | Mélior   | Mélior   | Mélior  | Mélior  | Paléstine | Paléstine | Paléstine   | Paléstine   | Paléstine   | Paléstine   |             |             |          |          |         |         |         |         |         |         |          |          |          |          |          |          |
|                         |                         |                         |                         |                         |                         |       |       |                |                |                |                |                |                |           |           |           |           |           |           |                         |                         |                         |                         |                         |                         |          |          |            |            |            |            |            |            |          |          |         |         |           |           |             |             |             |             |             |             |          |          |         |         |         |         |         |         |          |          |          |          |          |          |
|                         |                         |                         |                         |                         |                         |       |       |                |                |                |                |                |                |           |           |           |           |           |           |                         |                         |                         |                         |                         |                         |          |          |            |            |            |            |            |            |          |          |         |         |           |           |             |             |             |             |             |             |          |          |         |         |         |         |         |         |          |          |          |          |          |          |
| Urien                   | Urien                   | Urien                   | Urien                   | Urien                   | Urien                   | Eudes | Eudes | Eudes          | Eudes          | Eudes          | Eudes          | Guyon          | Guyon          | Guyon     | Guyon     | Guyon     | Guyon     | Antoine   | Antoine   | Antoine                 | Antoine                 | Antoine                 | Antoine                 | Renaud                  | Renaud                  | Renaud   | Renaud   | Renaud     | Renaud     | Geoffroy   | Geoffroy   | Geoffroy   | Geoffroy   | Geoffroy | Geoffroy | Fromont | Fromont | Fromont   | Fromont   | Fromont     | Fromont     | Horrible    | Horrible    | Horrible    | Horrible    | Horrible | Horrible | Thierry | Thierry | Thierry | Thierry | Thierry | Thierry | Raymonne | Raymonne | Raymonne | Raymonne | Raymonne | Raymonne |

## Éponymie
L'astéroïde (373) Mélusine porte son nom.